# Robert Nutter
Robert Nutter (* 1550 bei Burnley, Lancashire, nach anderer Quelle 1557; † 26. Juli 1600 in Lancaster) war ein Dominikanerpriester und Märtyrer. Er wurde am 22. November 1987 durch Papst Johannes Paul II. seliggesprochen, sein Fest ist der 27. Juli.
Seine Ausbildung erhielt Nutter am Brasenose College der Universität Oxford und am Päpstlich englischen Kolleg. Nach seiner Ordination am 21. Dezember 1581 wirkte er zunächst als Diözesanpriester in England. Nach einer etwa zweijährigen Verbannung aus England kehrte er zurück und wirkte zwei Jahre als Seelsorger. 1585 wurde er gefangen genommen und trat in den Dominikanerorden ein. Einige Bekanntheit erlangte er durch Debatten mit evangelischen Theologen in der Burg Lancaster, in deren Nähe er am 26. Juli 1600 den Märtyrertod starb. Robert Nutter wurde gehängt.
Robert Nutter gehört zur Gruppe der sogenannten „85 Märtyrer von England und Wales“, die von Papst Johannes Paul II. am 22. November 1987 seliggesprochen wurden.
Er ist einer der zahlreichen Priester, Ordensleute und Laien, die im England des 16. und 17. Jahrhunderts wegen ihres Bekenntnisses zum katholischen Glauben und zum Papst den Märtyrertod starben.